# Medio de transmisión

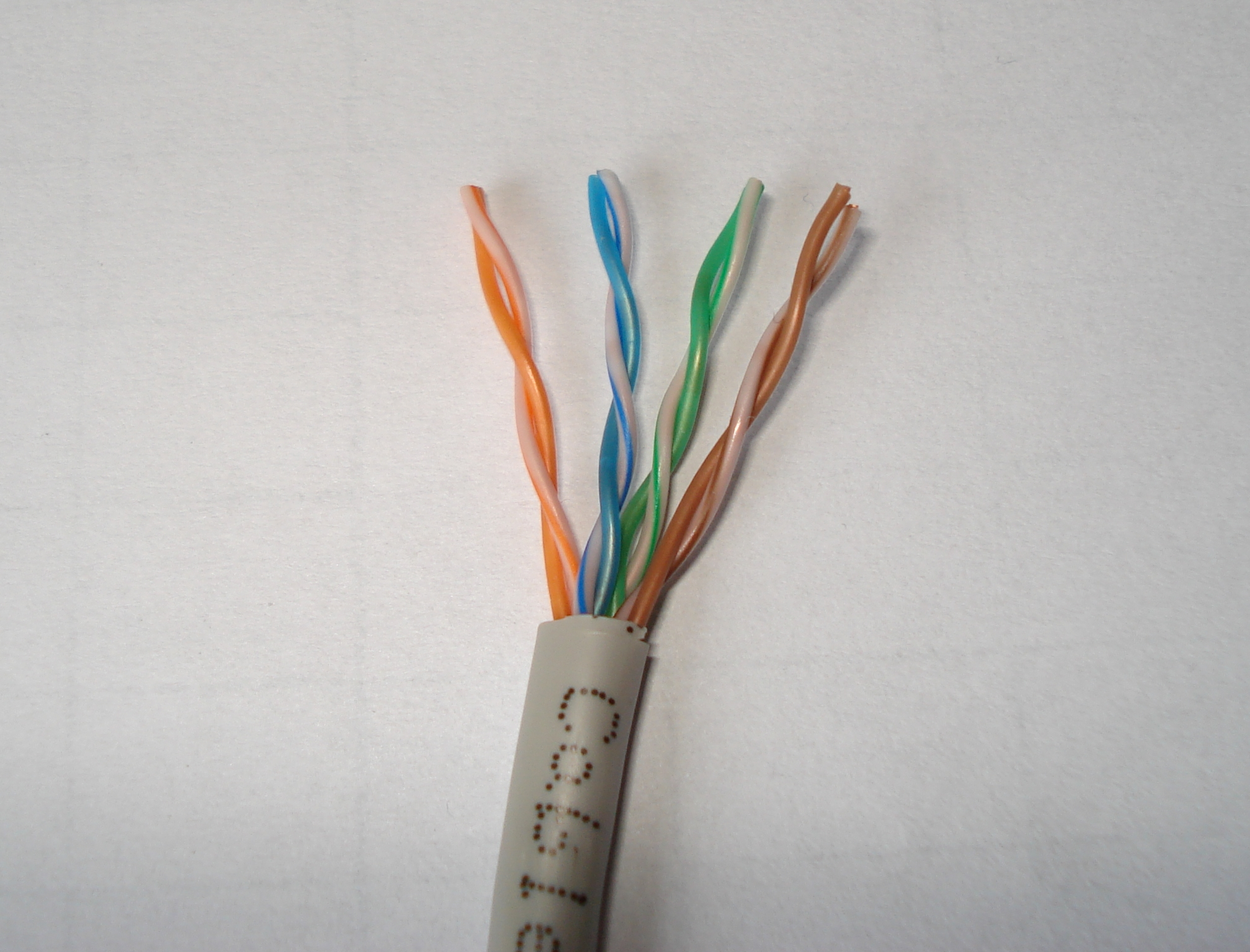
Medio de trasmisión guiado o alámbrico.

Los medios de transmisión son las vías por las cuales se transportan los datos. Según la necesidad o no de utilizar un soporte físico para la transmisión de la señal, se clasifican en dos grandes grupos:
- Medios de transmisión guiados o alámbricos.
- Medios de transmisión no guiados o  inalámbricos.

Las tecnologías actuales de transmisión utilizan ondas electromagnéticas o pulsos de luz para transmitir datos.
En el caso de los medios guiados, los datos se conducen a través de cables o “alambres”. Estos cables pueden ser de diferentes tipos, como el cable coaxial y el par trenzado, que permiten la transmisión de señales eléctricas. También se utiliza la fibra óptica, que utiliza pulsos de luz para transmitir información. En este caso, el medio físico utilizado es el cable, ya sea metálico (de cobre u otros metales) o de fibras ópticas.
Por otro lado, en los medios inalámbricos, las señales propagan por el espacio sin un medio físico que las contenga. Para transmitir datos se usan señales radioeléctricas, como las microondas; y luz, como los infrarrojos y el láser. Algunos ejemplos de medios inalámbricos son el puerto IrDA, Bluetooth y Wi-Fi.
Además, los medios de transmisión se caracterizan por la dirección de la transmisión, pudiendo ser:
- símplex.
- semi-dúplex (half-duplex).
- dúplex o dúplex completo (full-duplex).

Los medios de transmisión también se utilizan en diferentes rangos de frecuencia de trabajo.

## Medios de transmisión guiados
Los medios de transmisión guiados están constituidos por cables que se encargan de la conducción (o guiado) de las señales desde un extremo al otro. Las principales características de los medios guiados son el tipo de conductor utilizado, la velocidad máxima de transmisión, las distancias máximas que puede ofrecer entre repetidores, la inmunidad frente a interferencias electromagnéticas, la facilidad de instalación y la capacidad de soportar diferentes tecnologías de nivel de enlace.
La velocidad de transmisión depende directamente de la distancia entre los terminales, y de si el medio se utiliza para realizar un enlace punto a punto o un enlace multipunto. Debido a esto, los diferentes medios de transmisión tendrán diferentes velocidades de conexión que se adaptarán a utilizaciones dispares.
Dentro de los medios de transmisión guiados, los más utilizados en el campo de las telecomunicaciones y la interconexión de computadoras son tres:
- cable de par trenzado
- cable coaxial
- fibra óptica

| Medio de transmisión  | Razón de datos total | Ancho de banda | (km)     |
| --------------------- | -------------------- | -------------- | -------- |
| Cable de par trenzado | 8 Mbps               | 2 MHz          | 2 a 10   |
| Cable coaxial         | 10 Mbps              | 350 MHz        | 1 a 10   |
| Cable de fibra óptica | 2 Gbps               | 2 GHz          | 10 a 100 |

### Cable de par trenzado
El cable de par trenzado consiste en un conjunto de pares de hilos de cobre conductores, cruzados entre sí, con el objetivo de reducir el ruido de diafonía. A mayor número de cruces por unidad de longitud, mejor comportamiento ante el problema de diafonía. Existen dos tipos básicos de pares trenzados:
- apantallado, blindado o con blindaje: Shielded Twisted Pair (STP).
- no apantallado, sin blindar o sin blindaje:

Unshielded Twisted Pair (UTP), es un tipo de cables de pares trenzados sin recubrimiento metálico externo, de modo que es sensible a las interferencias. Es importante guardar la numeración de los pares, ya que de lo contrario el efecto del trenzado no será eficaz, disminuyendo sensiblemente o incluso impidiendo la capacidad de transmisión. Es un cable económico, flexible y sencillo de instalar. Las aplicaciones principales en las que se hace uso de cables UTP son:
- - Bucle de abonado: es el último tramo de cable existente entre el teléfono de un abonado y la central a la que se encuentra conectado. Este cable suele ser UTP Cat 3 y en la actualidad es uno de los medios más utilizados para transporte de banda ancha, debido a que es una infraestructura que esta implantada en el 100 % de las ciudades.
  - Red de área local (LAN): en este caso se emplea UTP Cat 5 o Cat 6 para transmisión de datos, consiguiendo velocidades de varios centenares de Mbps. Un ejemplo de este uso lo constituyen las redes 10/100/1000Base-T.

### Cable coaxial
El cable coaxial es un conductor central rodeado por una capa conductora cilíndrica. Se emplea en sistemas troncales o de largo alcance que portan señales múltiples con gran número de canales.

### Fibra óptica
La fibra óptica es un enlace hecho con un hilo muy fino de material transparente de pequeño diámetro y recubierto de un material opaco que evita que la luz se disipe. Por el núcleo, generalmente de vidrio o plásticos, se envían pulsos de luz, no eléctricos. Hay dos tipos de fibra óptica: la multimodo y la monomodo. En la fibra multimodo la luz puede circular por más de un camino pues el diámetro del núcleo es de aproximadamente 50 µm. Por el contrario, en la fibra monomodo sólo se propaga un modo de luz, la luz sólo viaja por un camino. El diámetro del núcleo es más pequeño (menos de 10 µm).

## Medios de transmisión no guiados
En este tipo de medios, la transmisión y la recepción de información se lleva a cabo a través de antenas. A la hora de transmitir, la antena irradia energía electromagnética en el medio. Por el contrario, en la recepción la antena capta las ondas electromagnéticas del medio que la rodea.
Para las transmisiones no guiadas, la configuración puede ser:
- direccional, en la que la antena transmisora emite la energía electromagnética concentrándola en un haz, por lo que las antenas emisora y receptora deben estar alineadas; y
- omnidireccional, en la que la radiación se hace de manera dispersa, emitiendo en todas direcciones, pudiendo la señal ser recibida por varias antenas.

Generalmente, cuanto mayor es la  de la señal transmitida es más factible confinar la energía en un haz direccional.
La transmisión de datos a través de medios no guiados añade problemas adicionales, provocados por la reflexión que sufre la señal en los distintos obstáculos existentes en el medio. Resultando más importante el  de la señal transmitida que el propio medio de transmisión en sí mismo.
Según el rango de frecuencias de trabajo, las transmisiones no guiadas se pueden clasificar en tres tipos:
- Radiofrecuencia u ondas de radio;
- espectro de frecuenciasmicroondas
  - terrestres
  - satelitales;

- luz
  - infrarroja y
  - láser.

| Banda de frecuencia | Nombre de frecuencia           | Modulación  | Razón de datos | Aplicaciones principales                          |
| ------------------- | ------------------------------ | ----------- | -------------- | ------------------------------------------------- |
| 30-300 kHz          | LF (low frecuency)             |             | 0,1-100 bps    | Navegación                                        |
| 300-3000 kHz        | MF (medium frecuency)          |             | 10-1000 bps    |                                                   |
| 3-30 MHz            |                                | ASK FSK MSK | 10-3000 bps    | Radio de onda corta                               |
| 30-300 MHz          | VHF (very high frecuency)      | FSK PSK     | Hasta 100 kbps | * Televisión VHF * Radio FM                       |
| 300-3000 MHz        | UHF (ultra high frecuency)     | PSK         |                | * Televisión UHF * Microondas terrestres          |
| 3-30 GHz            | SHF (super high frecuency)     |             | Hasta 100 Mbps |                                                   |
| 30-300 GHz          | EHF (extremely high frecuency) | PSK         | Hasta 750 Mbps | Enlaces cercanos con punto a punto experimentales |

### Radiofrecuencias
En radiocomunicaciones, aunque se emplea la palabra “radio”, las transmisiones de televisión, radio (radiofonía o radiodifusión), radar y telefonía móvil están incluidas en esta clase de emisiones de radiofrecuencia. Otros usos son audio, video, radionavegación, servicios de emergencia y transmisión de datos por radio digital; tanto en el ámbito civil como militar. También son usadas por los g

### Microondas
Además de su aplicación en hornos microondas, las microondas permiten transmisiones tanto con antenas terrestres como con satélites. Dada sus frecuencias, del orden de 1 a 10 Ghz, las microondas son muy direccionales y solo se pueden emplear en situaciones en que existe una línea visual entre emisor y receptor. Los enlaces de microondas permiten grandes velocidades de transmisión, del orden de 10 Mbps. es lo más relevante acerca de los microondas...

## Modo de transmisión según su sentido (señales)

### Símplex
Este modo de transmisión permite que la información discurra en un solo sentido y de forma permanente. Con esta fórmula es difícil la corrección de errores causados por deficiencias de línea (por ejemplo, la señal de televisión). 

### Semi-dúplex
En este modo la transmisión fluye en los dos sentidos, pero no simultáneamente, solo una de las dos estaciones del enlace punto a punto puede transmitir. Este método también se denomina en dos sentidos alternos o símplex alternativo (p. ej., el walkie-talkie).

### Dúplex (completo)
Es el método de comunicación más recomendable puesto que en todo momento la comunicación puede ser en dos sentidos posibles, es decir, que las dos estaciones simultáneamente pueden enviar y recibir datos y así pueden corregir los errores de manera instantánea y permanente (p. ej., el teléfono).